# Московский международный кинофестиваль 2018
XL Московский международный кинофестиваль проходил в Москве с 19 по 26 апреля 2018 года. Сроки проведения фестиваля были сдвинуты с июня на апрель из-за чемпионата мира по футболу.

## Жюри
В жюри основного конкурса вошло пять человек:
- Паоло Дель Брокко[итал.], продюсер — председатель жюри
- Анна Меликян, режиссёр
- Джон Сэвидж, актёр
- Ляо Цян, режиссёр
- Настасья Кински, актриса

В жюри конкурса документального кино — три человека:
- Ольга Свиблова, искусствовед, режиссёр-документалист — председатель жюри
- Лиз Макинтайр, режиссёр-документалист, директор и художественный руководитель фестиваля документального кино в Шеффилде (Великобритания)
- Саулюс Бержинис[лит.], режиссёр-документалист (Литва)

## Основная программа
- «12-й человек» (Харольд Цварт, Норвегия)
- «Воспоминания о солдате» (Ким Джэ Хан, Республика Корея)
- «Любовь и прочий зоопарк» (Антони Кордье, Франция)
- «Гнев» (Сержиу Трефо, Португалия)
- «Год Леона» (Мерседес Лаборде, Аргентина)
- «Заблудшие» (Дастин Финили, Новая Зеландия)
- «Неаполь под пеленой» (Ферзан Озпетек, Италия)
- «Ночной бог» (Адильхан Ержанов, Казахстан)
- «Ню» (Ян Гэ, Россия)
- «Офелия» (Клэр Маккарти, США)
- «Ричард спускается в ад» (Роберта Торре, Италия)
- «С пеной у рта» (Янис Нордс, Латвия, Польша, Литва)
- «Спитак» (Александр Котт, Россия, Армения)
- «Стойкость» (Рашид Маликов, Узбекистан)
- «Халеф» (Мурат Дюзгюноглу, Турция)
- «Царь-птица» (Эдуард Новиков, Россия)
- Фильм открытия: «Неаполь под пеленой» (Ферзан Озпетек, Италия)[4]
- Фильм закрытия: «Идентификация» (Сэмуел Тивьердж, Канада)[5]

## Награды фестиваля
- Приз за лучший фильм — Золотой «Святой Георгий»: «Царь-птица» (Эдуард Новиков, Россия)
- Специальный приз жюри: «Ню» (Ян Гэ, Россия)
- Лучший режиссёр — Серебряный «Святой Георгий»: Александр Котт («Спитак», Россия, Армения)
- Лучшая мужская роль — Серебряный «Святой Георгий»: Киран Чернок («Заблудшие», Новая Зеландия)
- Лучшая женская роль — Серебряный «Святой Георгий»: Джованна Меццоджорно) («Неаполь под пеленой», Италия)
- Лучший документальный фильм — Серебряный «Святой Георгий»: «Чистильщики» (Ганс Блок, Мориц Ризевик, Германия, Бразилия, Нидерланды, Италия, США, Япония, Великобритания, Швеция, Австрия, Швейцария, Дания, Канада)
- Приз за лучший короткометражный фильм: «Конфетка» (Ракан Маяси, Палестина, Ливан)[6]